# Adrian Constantin Simionescu
Adrian Constantin Simionescu (n. 25 iunie 1965, Turnu Măgurele, Teleorman, România) este un fostpolitician român, deputat în Parlamentul României în mandatul 2012-2016 din partea PSD Teleorman.
A fost viceprimar în Turnu Măgurele, în perioada 1996-1997, și vicepreședintele Consiliului Județean Teleorman, în 2008-2009.
Acesta a deținut funcția de vicepreședinte al PD Teleorman din 1996 până în 2001.
Ulterior, el a trecut la PSD, iar în 2001 a fost numit vicepreședinte al PSD Teleorman.

## Acuzații de corupție
La data de 14 iulie 2017, Direcția Națională Anticorupție a dispus trimiterea în judecată a lui Adrian Constantin Simionescu, la data faptelor deputat în Parlamentul României și acționar în cadrul unei societății comerciale, sub acuzația de complicitate la evaziune fiscală și acte de comerț incompatibile cu funcția deținută. Pe 28 iunie 2021 Adrian Simionescu a fost condamnat definitiv de Înalta Curte de Casație și Justiție la 1 an și 8 luni de închisoare cu suspendare în acest dosar.